# Verdrag tot bestrijding van wederrechtelijke gedragingen gericht tegen de veiligheid van de zeevaart
Het Verdrag tot bestrijding van wederrechtelijke gedragingen gericht tegen de veiligheid van de zeevaart (Convention for the Suppression of Unlawful Acts Against the Safety of Maritime Navigation, SUA-verdrag) is een internationaal verdrag van de Internationale Maritieme Organisatie dat de veiligheid aan boord van schepen ten gevolge van terroristische acties moet verbeteren.
Dit verdrag werd ontwikkeld toen in de jaren 1980 de onrust groeide over de veiligheid aan boord van schepen, met name de kaping van de Achille Lauro van 7 tot 10 oktober 1985. In november 1985 werd een Amerikaans voorstel om een tekst te schrijven aangenomen door de 14e vergadering. Op 10 maart 1988 werd het verdrag afgesloten en op 1 maart 1992 trad het in werking.
In 2005 werd een protocol op dit verdrag uitgebracht dat op 28 juli 2010 in werking trad.